# Fūfu Ijō, Koibito Miman
Fūfu Ijō, Koibito Miman. (Nhật: 夫婦以上、恋人未満。 (Phu phụ dĩ thượng, luyến nhân vị mãn.) Hepburn: Fūfu Ijō, Koibito Miman, dịch: Vợ chồng trên cả, người yêu chưa tròn) là một loạt seinen manga sáng tác và minh họa bởi Kanamaru Yūki. Manga được đăng dài kỳ trên tạp chí truyện tranh seinen Young Ace của Kadokawa Shoten từ tháng 3 năm 2018. Các chương của bộ truyện được tập hợp thành 13 tập tankōbon tính đến tháng 3 năm 2025. Bộ truyện kể về Yakuin Jirō và Watanabe Akari - những người là học sinh trung học được ghép đôi với nhau trong khóa vợ chồng thực tập.

## Nội dung
Học sinh cao trung Yakuin Jirō phải lòng người bạn thời thơ ấu của mình là Sakurazaka Shiori, tuy nhiên nhà trường lại triển khai một chương trình vợ chồng thực tập (夫婦実習 (phu phụ thực tập) fūfu jisshū) cho học sinh năm cuối, điều này giúp học sinh phát triển các kỹ năng xã hội về tương tác với bạn đời như thể họ đã kết hôn, và họ được đánh giá rất nhiều về mức độ làm việc cùng nhau của họ. Jiro được ghép đôi với Watanabe Akari, một gyaru, ban đầu cô cảm thấy thấy Jiro rất khó chịu, nhưng họ đã đồng ý đạt đủ điểm để có thể chuyển đổi người kia sang người mà họ thực sự thích.

## Nhân vật
Yakuin Jirō (薬院 次郎)
Lồng tiếng bởi: Yamashita Seiichiro
Nhân vật chính của bộ truyện và là người buộc phải bắt cặp với Akari trong khóa vợ chồng thực tập. Mục đích chính của anh là kết đôi với người bạn thời thơ ấu của mình là Shiori và anh sẽ làm bất cứ điều gì để đạt được mục đích của mình ngay cả khi phải bắt cặp với Akari trong khóa huấn luyện.
Watanabe Akari (渡辺 星)
Lồng tiếng bởi: Ōnishi Saori
Một Gyaru (hay Gal - từ chỉ thiếu nữ cá tính ở cả ngoại hình lẫn tính cách ở Nhật) được ghép trở thành vợ chồng thực tập với Jirō, trong một hoạt động được tổ chức tại trường của cô để huấn luyện một người nào đó trở nên vững vàng hơn khi họ có bạn đời sau này. Mục đích của cô là trở thành người kia của Minami trong khóa huấn luyện, và cô sẽ làm bất cứ điều gì kể cả khi phải bắt cặp với Jirō. Cô có bản chất thoạt nhìn ngang ngạnh như gyaru, nhưng thực tế lại tốt bụng.
Tenjin Minami (天神 岬波)
Lồng tiếng bởi: Masuda Toshiki
Người ghép cặp với Shiori, và là người mà Akari ban đầu thích.
Kamo Sadaharu (加茂 貞春)

## Truyền thông

### Manga
Fūfu Ijō, Koibito Miman được viết và minh họa bởi Kanamaru Yūki. Bộ truyện được đăng trên tạp chí Young Ace của Kadokawa Shoten từ ngày 2 tháng 3 năm 2018. Kadokawa đã biên soạn các chương của truyện thành các tập tankōbon riêng lẻ. Tập đầu tiên được phát hành vào ngày 26 tháng 10 năm 2018. Tính đến ngày 4 tháng 3 năm 2025, mười ba tập truyện đã được phát hành.
Tại sự kiện Anime Expo 2023, Udon Entertainment đã thông báo rằng họ đã mua bản quyền xuất bản bộ truyện bằng tiếng Anh. Cho đến nay, hai tập của phiên bản tiếng Anh đã phát hành là bản được gộp lại, mỗi cuốn bao gồm hai tập gốc của phiên bản tiếng Nhật.

#### Danh sách tập truyện
| #  | Ngày phát hành      | ISBN                                       |
| -- | ------------------- | ------------------------------------------ |
| 1  | 26 tháng 10, 2018   | 978-4-04-107484-8                          |
| 2  | 26 tháng 3, 2019    | 978-4-04-108019-1                          |
| 3  | 26 tháng 9, 2019    | 978-4-04-108590-5                          |
| 4  | 3 tháng 4, 2020     | 978-4-04-109101-2                          |
| 5  | 4 tháng 11, 2020    | 978-4-04-110704-1                          |
| 6  | 4 tháng 6, 2021     | 978-4-04-111364-6                          |
| 7  | 3 tháng 12, 2021    | 978-4-04-112113-9                          |
| 8  | 2 tháng 5, 2022     | 978-4-04-112483-3                          |
| 9  | 4 tháng 10 năm 2022 | 978-4-04-112962-3                          |
| 10 | 2 tháng 5 năm 2023  | 978-4-04-113390-3 978-4-04-113389-7 (Đ.bt) |
| 11 | 4 tháng 12 năm 2023 | 978-4-04-114240-0                          |
| 12 | 4 tháng 6 năm 2024  | 978-4-04-114995-9                          |
| 13 | 4 tháng 3 năm 2025  | 978-4-04-115933-0                          |

### Anime
Một bản chuyển thể anime đã được công bố vào ngày 22 tháng 11 năm 2021. Sau đó, phim được xác nhận sẽ là một loạt anime truyền hình do Studio Mother sản xuất và Yamamoto Junichi đạo diễn, Kato Takao làm đạo diễn chính, Arakawa Naruhisa xử lý kịch bản của loạt phim, và Kobayashi Chizuru thiết kế nhân vật. Phim sẽ được ra mắt vào tháng 10 năm 2022. Bài hát chủ đề mở đầu của phim, "TRUE FOOL LOVE", do Liyuu thể hiện, trong khi bài hát chủ đề kết thúc, "Stuck on You" do Nowlu thể hiện. Bộ anime được phát sóng từ ngày 9 tháng 10 đến ngày 25 tháng 12 năm 2022 trên AT-X và các kênh khác. Ca khúc mở đầu, "TRUE FOOL LOVE", do Liyuu thể hiện, trong khi ca khúc kết thúc, "Stuck on You", do Nowlu trình bày. Crunchyroll đã phát trực tuyến bộ anime với âm thanh gốc tiếng Nhật kèm phụ đề tiếng Anh và bắt đầu phát hành bản lồng tiếng Anh từ ngày 23 tháng 10 năm 2022. Medialink nắm bản quyền phát hành bộ anime tại khu vực Đông Nam Á.

#### Danh sách tập phim
| TT. | Tiêu đề | Đạo diễn           | Biên kịch        | Kịch bản phân cảnh | Ngày phát hành gốc   |
| --- | --- | ------------------ | ---------------- | ------------------ | -------------------- |
| 1   | "Trên cả sống chung, sống thử thì chưa." Chuyển ngữ: "Dōkyo Ijō, Dōsei Miman." (tiếng Nhật: 同居以上、同棲未満。)                  | Yamamoto Junichi   | Arakawa Naruhisa | Yamamoto Junichi   | 9 tháng 10 năm 2022  |
| 2   | "Trên cả tưởng tượng, hiện thực thì chưa." Chuyển ngữ: "Mōsō Ijō, Genjitsu Miman." (tiếng Nhật: 妄想以上、現実未満。)              | Matsushima Hiroaki | Arakawa Naruhisa | Matsushima Hiroaki | 16 tháng 10 năm 2022 |
| 3   | "Trên cả tan vỡ, làm lành thì chưa." Chuyển ngữ: "Hakyoku Ijō, Fukuen Miman." (tiếng Nhật: 破局以上、復縁未満。)                   | Hiroshima Hideki   | Marukawa Naoko   | Kato Takao         | 23 tháng 10 năm 2022 |
| 4   | "Trên cả người hùng, nhân vật chính thì chưa." Chuyển ngữ: "Yūsha Ijō, Shujinkō Miman." (tiếng Nhật: 勇者以上、主人公未満。)       | Uchinuma Natsumi   | Daitō Daisuke    | Uchinuma Natsumi   | 30 tháng 10 năm 2022 |
| 5   | "Trên cả máu mũi, hôn nhau thì chưa." Chuyển ngữ: "Hanaji Ijō, Kisu Miman." (tiếng Nhật: 鼻血以上、キス未満。)                     | Kato Takao         | Arakawa Naruhisa | Ōtsuki Atsushi     | 6 tháng 11 năm 2022  |
| 6   | "Trên cả trai tân, gái trinh thì chưa." Chuyển ngữ: "Dōtei Ijō, Shojo Miman." (tiếng Nhật: 童貞以上、処女未満。)                   | Matsushima Hiroaki | Arakawa Naruhisa | Matsushima Hiroaki | 13 tháng 11 năm 2022 |
| 7   | "Trên cả pháo hoa, ôm nhau thì chưa." Chuyển ngữ: "Hanabi Ijō, Hōyō Miman." (tiếng Nhật: 花火以上、抱擁未満。)                     | Uchinuma Natsumi   | Arakawa Naruhisa | Yamamoto Junichi   | 20 tháng 11 năm 2022 |
| 8   | "Trên cả khẩn cầu, yên tâm thì chưa." Chuyển ngữ: "Aigan Ijō, Anshin Miman." (tiếng Nhật: 哀願以上、安心未満。)                    | Uchinuma Natsumi   | Arakawa Naruhisa | Uchinuma Natsumi   | 27 tháng 11 năm 2022 |
| 9   | "Trên cả thanh mai trúc mã, chân ái thì chưa." Chuyển ngữ: "Osananajimi Ijō, Honmei Miman." (tiếng Nhật: 幼なじみ以上、本命未満。) | Hiroshima Hideki   | Marukawa Naoko   | Kato Takao         | 4 tháng 12 năm 2022  |
| 10  | "Trên Already, nhưng chưa đủ Yet." Chuyển ngữ: "Ōruredi Ijō, Yetto Miman." (tiếng Nhật: already以上、yet未満。)                    | Hiroshima Hideki   | Daitō Daisuke    | Ōtsuki Atsushi     | 11 tháng 12 năm 2022 |
| 11  | "Trên cả lời thổ lộ, thất tình thì chưa." Chuyển ngữ: "Kokuhaku Ijō, Shitsuren Miman." (tiếng Nhật: 告白以上、失恋未満。)          | Matsushima Hiroaki | Arakawa Naruhisa | Yamamoto Junichi   | 18 tháng 12 năm 2022 |
| 12  | "Trên đây, chưa đủ là tình yêu." Chuyển ngữ: "Ijō, Ren'ai Miman." (tiếng Nhật: 以上、恋愛未満。)                                   | Takeuchi Masato    | Arakawa Naruhisa | Yamamoto Junichi   | 25 tháng 12 năm 2022 |